# Визнання (Доктор Хаус)
«Визнання» (англ. Acceptance)  — перша серія другого сезону американського телесеріалу «Доктор Хаус». Прем'єра епізоду проходила на каналі FOX 13 вересня 2005. Доктор Хаус і його команда мають врятувати в'язня з камери смертників.

## Сюжет
Кларенс, в'язень камери смертників, починає бачити галюцинації людей, яких він вбив: дівчину, сусіда по камері, охоронця і другого сусіда по камері. Під час прогулянці він непритомніє. Кадді каже Хаусу, що якщо він вилікує цього пацієнта, то вона дасть йому дві вільні години від лікарні. Ознайомившись з ділом Хаус заінтригувався тим, що у серце Кларенса почало битись з такою швидкість, що воно почало качати не кров, а повітря. Тим часом Кемерон зустрічається з Сінді, яка думає, що в неї анемія. Проте, на рентгені Кемерон помічає рак легенів. Вона йде до Вілсона і Хауса, щоб отримати інший діагноз (так як не може сказати молодій жінці, що її життя скоро закінчиться). Вілсон і Хаус підтверджують рак.
В в'язниці для смертників Кларенсу поставили діагноз: гіпоксія з рідиною в легенях. Хаус їде в в'язницю. Він усвідомлює тяжке становище смертника і каже нагляднику, що Кларенсу потрібно в лікарню. В'язниця не може випустити за межі її стін смертника, принаймні живого. Хаус просить Стейсі про допомогу і та отримує судовий дозвіл. Кларенса під приводом поліції везуть до Принстон-Плейнсборо. Форман вважає, що героїн міг спричинити тахікардію і набряк легенів. Лікарі замовляють аналіз, проте він не показує у організмі Кларенса жодних наркотиків. Форман бере аналіз крові зі стегна пацієнта. З нього вони отримують ще один симптом — ацидоз аніонової різниці. Чейз їде у в'язницю, щоб подивитись на камеру Кларенса. Подзвонивши Хаус він переказав, що знайшов лише пляшечки з рідиною для копіювального пристрою. Хаус розуміє, що саме ця рідина викликала у Кларенса погіршення здоров'я. Він заходить до палати пацієнта і пропонує йому випити лікеру. Невдовзі він цікавиться у смертника чому він пив рідину. Той сказав, що хотів померти. Проте так як Кларенс випив лікеру, вся отрута вийде із його організму з сечею. Пацієнт виліковується і його мають повернути до в'язниці. Проте під час перевезення Кларенс починає кричати про його страшний біль у животі. Хаус помічає закривавлену спідню білизну.
Хаус починає думати, що його вбивства пов'язані з його хворобою. Хаус цікавиться у смертника чому той вбив четверту жертву. Кларенс сказав, що не хотів його вбивати, він просто збісився тільки тому що той дивного на нього дивився. Форман, Кемерон і Чейз обдумують причини гніву пацієнту. Теорія Хауса така: феохромоцитома, пухлина, що знаходиться над ниркою і сильно послаблює організм, а також призводить до викиду великої кількості адреналіну. Кларенсу мають зробити магнітний резонас, який буде дуже болісним для нього (магніт буде витягати з тіла метал з татуїровок). Знаходячи пухлину Кларенса лікують. Форман вирішує подати на апеляцію, а Кемерон наважується розповісти Сінді страшну новину.